# 陰城駅
陰城駅（ウムソンえき）は、大韓民国忠清北道陰城郡陰城邑にある韓国鉄道公社忠北線の駅である。
陰城邑の中心部とは約2km離れている。貨物の取り扱いが主に行われており、旅客の取り扱いが比較的に少ない。

## 駅構造
- 島式ホーム2面4線の地上駅。

## 駅周辺
- 陰城女子中学校
- 平谷郵便取扱局
- 平谷初等学校

## 歴史
- 1928年12月25日 - 普通駅として開業。
- 1980年3月12日 - 現在地に移転。
- 1991年1月1日 - 手荷物取り扱い中止。

## 隣の駅
韓国鉄道公社
忠北線
曽坪駅 - （道安駅） - （甫川駅） - 陰城駅 - （蘇伊駅） - 周徳駅